# 給分
給分（きゅうぶん）とは、中世日本において、荘園領主が自己の支配する荘官や職人たちに対して、あるいは武士がその被官に対して与える土地や米や銭などの報酬のこと。
給分が給地（土地）として与えられた場合には、与えられた給人は給主に対して一定の奉仕をする代わりに年貢や公事の全部もしくは一部が免除された。その一方で、給地の処分権は給主に保持されていたことから、給人は勝手に土地の売買などの処分行為をすることは出来なかった。比較的多くの史料に恵まれている興福寺の場合、一般の荘官だけではなく学僧や衆徒、絵所・塗師などといった職人・手工業者などに対して給田や給米などの形式にて与えられていたことが知られている。「給分」の語は武家社会においても鎌倉時代以後広く用いられていた（『吾妻鏡』嘉禎元年5月13日条など）。
近世においては、下級武士や中間・小者・奉公人に対して給与として与えられる米銭の称となった。